# Emil Babiš
Emil Babiš (* 7. Januar 1956; † 6. Juni 2020) war ein tschechoslowakischer Skispringer.
Babiš sprang am 26. Januar 1980 sein einziges Springen im Skisprung-Weltcup. Auf der Großschanze im polnischen Zakopane erreichte er den 12. Platz und damit drei Weltcup-Punkte. Am Ende der Saison 1979/80 belegte er gemeinsam mit Andrzej Kowalski, Hiroyasu Aizawa und Jari Larinto den 87. Platz.